# Angèle Le Hen
Angèle Le Hen ou Angèle Rappeneau, alias Fernande Voillot, ou Jeanne, née le 9 mars 1894 à Saint-André-en-Morvan et morte le 20 avril 1945 à Münsterlingenen Suisse, est une infirmière et résistante communiste française. Membre du Comité mondial des femmes contre la guerre et le fascisme et agente de liaison des Francs-tireurs et partisans (FTP), elle est déportée au camp de concentration de Ravensbrück et meurt, peu après sa libération, pendant son retour vers la France, à la suite des conditions de vie inhumaines de l'univers concentrationnaire nazi.

## Biographie

### Origine familiale
Angèle, Emilienne, Delphine Rappeneau est née le 9 mars 1894. Son père est Marie Rappeneau, cultivateur à Villurbain, un hameau de Saint-André-en-Morvan et sa mère, Marie Guillemain. Elle fréquente l’école primaire et obtient le certificat d'études primaires. 

### Carrière civile
Elle devient infirmière et travaille dès août 1916 à l’Assistance publique, au sanatorium de Brévannes.  

### Militantisme
Angèle Le Hen adhère à l’amicale laïque de la ville ainsi qu’au Comité mondial des femmes contre la guerre et le fascisme et au Parti communiste, cellule Louise Michel. Son mari, Pierre Le Hen, également membre du Parti communiste, est secrétaire de la section. Il est arrêté le 13 octobre 1940, en application du décret-loi du 26 septembre 1939 portant dissolution des organisations communistes. Il est interné au Camp de Choisel, à Châteaubriant puis au camp de Voves. Il est ensuite déporté au camp de concentration de Neuengamme (Hambourg) où il meurt le 19 juin 1944.

### Résistance
Après l'arrestation de son mari, Angèle Le Hen s'engage dans les FTP sous le nom de Jeanne, elle est agente de liaison et convoyeuse d'armes. Elle habite à Paris, sous un faux nom, avec la résistante qui l'a recrutée, au 25 avenue des Gobelins à Paris, puis au 15, rue de la Goutte d’Or. En décembre 1942 elle entre dans les FTP, région P3, où elle assure les liaisons avec les détachements. Elle transporte des grenades destinées aux attentats du 6 mars 1943 à Pantin et du 8 avril, boulevard Ney. Les grenades sont lancées contre des autobus qui transportent des soldats allemands,.

### Arrestation
Angèle Le Hen est interpellée le 5 juillet 1943 par des inspecteurs français de la Brigade spéciale n°2, vers 10 heures du matin, rue de l’Union à Aubervilliers, alors qu'elle se rend à un rendez-vous avec Pierre Lamandé, interrégional technique des FTP de la région parisienne, en compagnie de la militante communiste Chaja Karaulnik. Durant cette semaine du 5 au 11 juillet 1943, 67 militants communistes et combattants FTP et FTP-MOI seront arrêtés par les Brigades spéciales,.
Angèle Le Hen est trouvée en possession, entre autres, d'une fausse carte d’identité au nom de Voillot Fernande avec sa photographie et de tickets de rationnement provenant de deux mairies cambriolées par des groupes de FTP. La perquisition du logement de la rue de la Goutte d'Or trouve de nombreux documents et objets compromettants qui confirme qu'Angèle le Hen est un maillon important de l'organisation. Elle est alors livrée aux Allemands pour de nouveaux interrogatoires et de nouvelles tortures,. Ayant pu détruire la feuille de ses futurs rendez-vous au moment de son arrestation, elle ne parle pas et aucun de ses contacts n'est identifié. 

### Déportation
Elle est déportée en novembre 1943 sous statut Nacht und Nebel, c'est-à-dire condamnée à disparaître. Elle est emprisonnée à Breslau où elle passe en jugement. Condamnée à une lourde peine de travaux forcée, elle est affectée au Kommando de travail de Barth (de) qui dépend du camp de concentration de Ravensbrück. Les détenus, femmes et hommes, y sont soumis au travail forcé, dans des conditions inhumaines, pour l’usine d’avions Heinkel. Angèle Le Hen est transférée au camp de Ravensbrück dans un état sanitaire très dégradé. Elle est libérée par la Croix Rouge le 10 avril 1945. Très affaiblie, elle meurt au cours de son rapatriement via la Suisse, le 20 avril 1945 à l’Hôpital de Münsterlingen en Suisse,.
Pierre Le Hen est mort le 8 ou le 19 juin 1944 (suivant les sources : sources FNDIRP et archives du camp) en camp de concentration, à Hamburg-Neuengamme, à l'âge de 49 ans.

## Reconnaissance posthume
Angèle Le Hen a été homologuée au titre des FFI, et Internée déportée résistante. 
Citée à l'ordre de l'armée, elle reçoit la croix de guerre 1939-1945 à titre posthume[réf. nécessaire]. 
Son nom est gravé sur la plaque de l’Hôpital Émile-Roux à Limeil-Brévannes, dédiée à la mémoire du personnel de l’Hospice Mort pour la France . Une salle de cet hôpital porte également son nom. 
Un arrêté du 6 mai 1994 autorise d'apposer la mention Mort en déportation sur les actes de décès d'Angèle et Pierre Le Hen.
Une rue de la commune de Limeil-Brévannes porte le nom de Pierre et Angèle Le Hen depuis le 23 juillet 1946

## Vie privée
Elle épouse Pierre Le Hen (né le 27 novembre 1894 à Inguiniel) le 22 février 1919 à Alfortville. Le couple a trois enfants, Colette, Jean et Nicole. La famille vit à Brévannes, au 19 rue Paul Painlevé (devenue rue Louise-Michel).